# Rafael Ávalos
Rafael Ávalos Rivas (6 gennaio 1926 – 15 aprile 1993) è stato un calciatore messicano, di ruolo centrocampista.

## Carriera
Con la Nazionale messicana ha preso parte ai Mondiali 1954.

## Palmarès

### Club

#### Competizioni nazionali
- Coppa del Messico: 1

Atlante: 1950-1951